# سيرهي سكاتشينكو
سيرهي سكاتشينكو (بالأوكرانية: Скаченко Сергій Вікторович)‏ (Serhiy Skachenko) (18 نوفمبر 1972 في بافلودار في كازاخستان – )؛ هو لاعب كرة قدم سابق كان يلعب كمهاجم. يلعب مع منتخب أوكرانيا لكرة القدم منذ عام 1994.

## وصلات خارجية
- سيرهي سكاتشينكو على موقع الاتحاد الأوربي (الإنجليزية)
- سيرهي سكاتشينكو على موقع اتحاد أوكرانيا (الإنجليزية)
- سيرهي سكاتشينكو على موقع رابطة كرة القدم اليابانية للمحترفين (اليابانية)
- سيرهي سكاتشينكو على موقع دوري كوريا الجنوبية (الإنجليزية)
- سيرهي سكاتشينكو على موقع قاعدة بيانات كرة القدم.إي يو (الإنجليزية)
- سيرهي سكاتشينكو على موقع ناشيونال فوتبول تيمز (الإنجليزية)
- سيرهي سكاتشينكو على موقع Soccerway.com (الإنجليزية)
- سيرهي سكاتشينكو على موقع عالم كرة القدم.نت (الإنجليزية)
- National Football Teams